# Mesochorus velatus
Mesochorus velatus är en stekelart som beskrevs av Dasch 1974. Mesochorus velatus ingår i släktet Mesochorus och familjen brokparasitsteklar. Inga underarter finns listade i Catalogue of Life.